# 文化 (考古学)
文化是指在过去一个特定的时间和地点反复出现的一系列文物。这可能构成保留特定的过去人类社会的物质文化。文物之间的连接是基于考古学家的理解和诠释，并不一定涉及到过去真实的人群。文化的概念是历史文化的基础。

## 术语
大多数文化是以文物的类型或者遗址的类型命名。例如线性陶文化以出土的陶器命名。